# Hadade, o Edomita
Hadade é um personagem mencionado no Primeiro Livro dos Reis que era um adversário do rei Salomão depois que Salomão se converteu aos ídolos. Alguns estudiosos acreditam que o texto deveria ser Hadade, o Arameu.
"E o SENHOR levantou um adversário contra Salomão, Hadade, o edomita." (1 Reis 11:14)
De acordo com o relato em 1 Reis, Hadade era um sobrevivente da casa real de Edom depois da matança nas mãos de Joabe. Ele fugiu ainda criança para o Egito, onde foi criado pelo faraó e se casou com a irmã da rainha. Após a morte do rei Davi, Hadade voltou para tentar recuperar o trono de Edom. A campanha de Hadade para recapturar Edom aparentemente teve sucesso, pois 1 Reis 11:25 afirma que outro adversário de Salomão, Rezom, fez mal a Salomão "como Hadade fez".
Hadade fez "mal" ao rei Salomão depois de reunir um "bando de saqueadores"; Hadade "abominou Israel e reinou sobre Aram (Síria)". Além disso, uma princesa edomita está listada entre as esposas do Rei Salomão.
Junto com Rezom, Hadade é um dos dois personagens descritos como um satanás para Salomão, uma palavra que não foi traduzida e foi transliterada em letras gregas na Septuaginta.